# René Boucher
Antoine René Boucher, beter bekend als René Boucher (Saint-Germain-en-Laye, 1732 - Parijs, 1811) was een Franse magistraat en een Franse revolutionair die in 1792 burgemeester van Parijs was.